# بوكا سوكا ديمكا
بوكار سوكا ديمكا (1940 - 15 مايو 1976 ) كان ضابطا في الجيش النيجيري، لعب دورا رئيسيا في الانقلاب العسكري الفاشل في 13 فبراير 1976 ضد حكومة الجنرال مورتالا محمد.
وشارك أيضًا في الانقلاب النيجيري المضاد عام 1966 الذي أطاح بحكومة أجويي إيرونسي.